# Asszonyi cselszövések
Asszonyi cselszövések (Le astuzie femminili) Domenico Cimarosa 1794-ben, Nápolyban bemutatott kétfelvonásos vígoperája, amelynek a szövegét Giuseppe Palomba írta.

## Az opera keletkezése
Librettóját Giuseppe Palomba írta, aki Cimarosa sok más operájának is a szövegét írta. Az opera már nápolyi ősbemutatóján nagy sikert aratott, s ezután is sokat játszották mindenfelé. A siker nem jelentette azt, hogy más szerzők ne dolgozzák át kisebb-nagyobb mértékben. 1871-ben Golosciani átírta a librettót, Rossi pedig új recitativókat írt hozzá. Ezt a változatot Londonban játszották. 
1915-ben Respighi látott neki az operának, teljes egészében újrahangszerelte a darabot. Ezt a változatot használták fel az 1920-as párizsi opera-balett színpadra állításakor. Egy következő változatot 1939-ben mutattak be (Firenze, Firenzei Maggio Musicale), amely alapvetően ugyan az eredeti anyagot használta, de helyenként belekeverte a Rossi-féle módosításokat is. 1960-ban Barbara Giuranna az eredeti kottát vette elő, s azóta az operák ezt a változatot játsszák.

## Szereplők
| Szereplő                    | Hangfekvés    |
| --------------------------- | ------------- |
| Giampaolo, nápolyi patikus  | buffo basszus |
| Bellina, a gyámleánya       | szoprán       |
| Filandro, huszártiszt       | lírai tenor   |
| Romualdo doktor, jegyző     | basszbariton  |
| Ersilia, Bellina barátnője  | szoprán       |
| Leonora, Ersilia nevelőnője | mezzoszoprán  |

- Történik: Rómában, a 18. század első felében.
- Zenekar: kis együttes.
- Játékidő: körülbelül 125 perc.

## Cselekmény

### Első felvonás
Bellinát, elhalálozott apja, a végrendeletében – ezt Romualdo doktor, a kissé ügyefogyott és fontoskodó jegyző ismerteti a családdal – az idősödő Giampaolo patikus gyámsága alá helyezi, sőt a házasságukat is kívánatosnak tartaná. Bellina és Filandro huszártiszt azonban már régóta szeretik egymást. Amikor Filandro megkérné a lány kezét a gyámtól, a patikus kidobatja a házából. A helyzet megoldására Filandro, de még Giampaolo is, Ersiliához, Bellina barátnőjéhez és annak nevelőnőjéhez, Leonora asszonyhoz fordulnak segítségért, házasságuk nyélbe ütése érdekében. Az asszonyok megkezdik „cselszövésüket”.

### Második felvonás
Giampaolo mindenféle furcsa tervet gondol ki, hogy a fess tisztet eltávolítsa „jövendőbelije” közeléből. Hol Romualdóhoz fordul valamilyen jogi segítségért, hol egyszerűen le akarja lőni egy puskával, máskor meg kínzásokkal akarja elérni a célját. A két asszony összefogása azonban végül a fiatalokat segíti boldogságuk beteljesüléséhez.

## Az opera színpadra állítása
Cimarosa vígoperáját 1794. augusztus 16-án mutatták be a nápolyi Teatro dei Fiorentiniben, és nagy sikert aratott. Az előadáson a patikus buffo basszus főszerepét a kor énekes sztárja, Carlo Cassaccia énekelte. Az operát még ebben az évben bemutatták Barcelonában, majd Lisszabonban és Berlinben (itt németül), és 1804-ben egy vándor társulat Londonban is eljátszotta. A Rossi–Golisciani átdolgozást 1871-ben Londonban, Bolognában és Firenzében játszották, 1874-ben Párizsban, 1876-ban pedig Rómában is. Ottorino Respighi áthangszerelt változatát előbb a párizsi opera-baletthez használták fel, majd ezt mutatták be Monte-Carlóban is. Az 1960-as, Franco Zeffirelli által rendezett, Mario Rossi által vezényelt milánói, Piccola Scala-beli előadás alapvetően visszatért az eredeti változathoz. A revíziót Barbara Giuranna végezte, s az ezt követő előadások ezt a változatot mutatják be.

## A zene
Az opera a korabeli olasz vígopera típus szereplőit és alaphelyzetét dolgozza fel, szerzője egyik legsikeresebb műve. A zene kiválóan vegyíti a lírai és a buffo elemeket, helyenként Mozartra és a majdani Rossinira emlékeztető részletekkel. Remekek a típus jellemrajzok zenei megformálása, amelyek sorából kiemelkedik Giampaolo alakja, akinek első megjelenésekor énekelt buffo áriája megteremti az egész opera hangulatát. Az operában több érdekesség is felfedezhető. Az egyik ilyen, hogy Giampaolo patikus németes-nápolyi keverék dialektikusban beszéli az olasz nyelvet, nyilván a humoros hatás érdekében. A másik érdekesség, hogy Filandro, aki egy magyar huszártiszt (ez a szövegkönyvből derül ki), az ő és Bellina közreműködésével zajló táncjelenet mégis orosz motívumokat tartalmaz.

## CD-ajánló
Giampaolo – Nelson Portella, Bellina – Daniela Dessy, Romualdo doktor – Simone Alaimo, Filandro – Michele Farruggia, Ersilia – Adele Cossi, Leonora – Petra Malakova. Közreműködik: a Martina Franca Valle d'Itria Fesztivál zenekara, vezényel: Massimo de Bernart. A felvétel helye és ideje: Martina Franca, Palazzo Ducale, 1984. augusztus 3. Kiadás: 2001, Warner Fonit 8573 83528–2, 2 CD.